# Uitwendige ballistiek

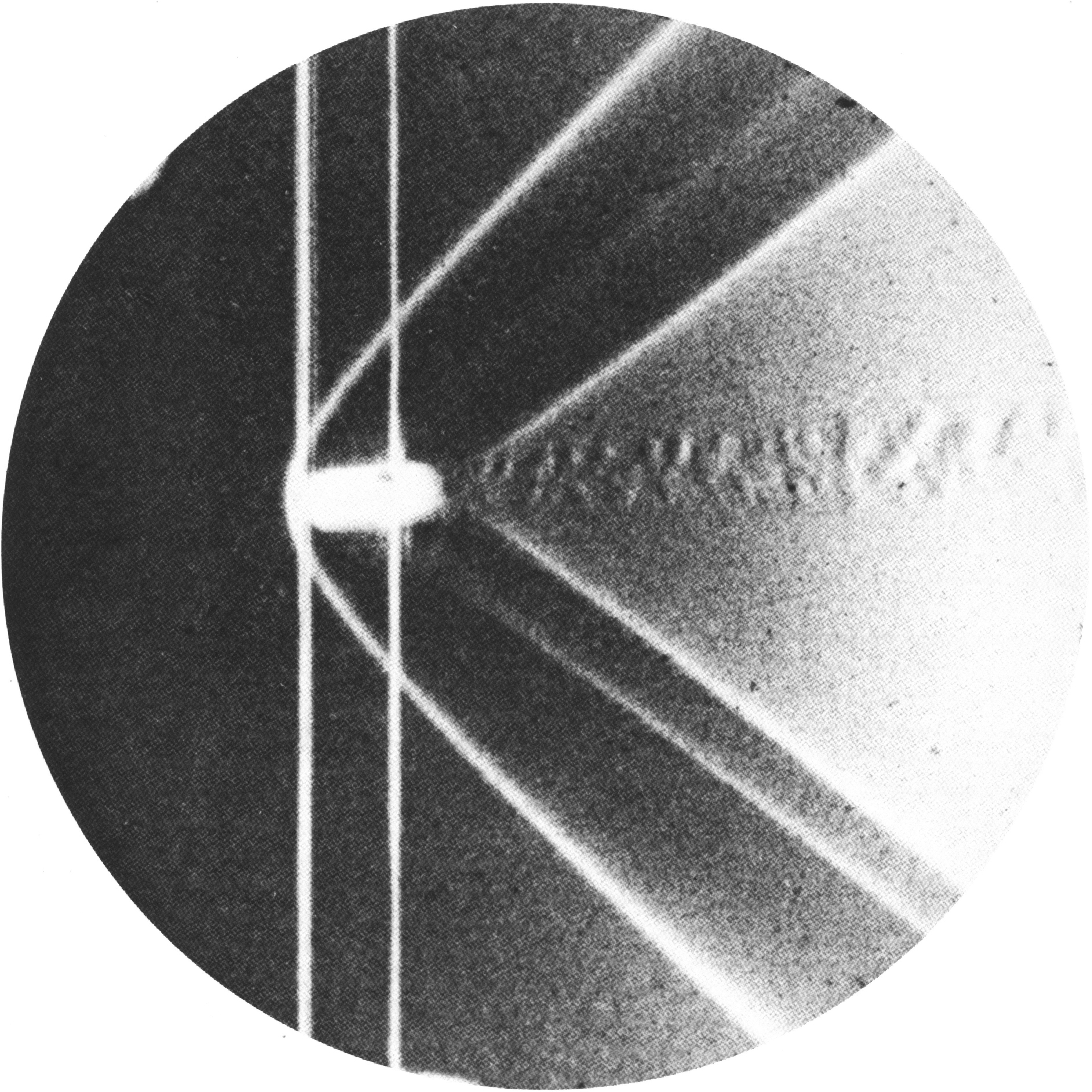
Foto van een kogel met een Supersonische snelheid gemaakt door Ernst Mach in 1887

Uitwendige ballistiek is het onderdeel van de ballistiek dat zich bezighoudt met het gedrag van een projectiel, zoals een kogel of granaat, nadat het de loop heeft verlaten of anderszins aan z'n vlucht is begonnen, en voordat het doel bereikt is. Tijdens de vlucht zijn de belangrijkste krachten die op het projectiel werken de zwaartekracht en de luchtweerstandskracht.

## Krachten
De zwaartekracht geeft het projectiel een naar beneden gerichte versnelling, en de luchtweerstand geeft het projectiel een vertraging met een kracht die evenredig is met het kwadraat van de snelheid. Ook bij schieten met een klein kaliber wapen (bv. een geweer) over grotere afstanden moet met deze effecten terdege rekening worden gehouden. Vanwege de complexiteit van de berekeningen die gepaard gaan met pogingen deze effecten te voorspellen, wordt er intensief gebruikgemaakt van empirische metingen.
Gebruik van ballistische tabellen, schootstafels, ofwel van ballistische rekenmodellen, zijn de meest gebruikte methoden in de uitwendige ballistiek. Projectielen worden gekarakteriseerd door een ballistische coëfficiënt BC, waarin onder meer het effect van de projectielvorm is verdisconteerd. Tijdens de vlucht is de vertragende kracht of (Engels) drag D die een projectiel met diameter d (het kaliber van het projectiel) en snelheid v zal ondervinden een functie van BC en v2.

Een BC is alleen daadwerkelijk "constant" als de stroming van lucht rondom de kogel niet plotseling omslaat. Omdat verschillende projectielvormen op een verschillende wijze zullen reageren op veranderingen in snelheid (met name tussen subsonische en supersonische snelheden), zal een BC die wordt aangegeven door een fabrikant van kogels een gemiddelde BC zijn, die betrekking heeft op voor dat type kogel in de regel gebruikte snelheden. Voor geweerkogels zal dit meestal een supersonische snelheid zijn, en voor pistoolkogels in de regel een subsonische snelheid. Voor groot kaliber projectielen wordt de "BC" niet gegeven als een constante maar als een functie BC(M) van het machgetal M; hierbij is M gelijk aan de projectielsnelheid gedeeld door de geluidssnelheid.

In het algemeen zal een kogel met een punt een hogere BC-waarde hebben dan een kogel met een afgeronde voorkant, en een kogel met een afgeronde voorkant zal weer een hogere BC hebben dan een kogel met een platte voorkant.
Andere uitwendig ballistische invloeden zijn wind en luchtdruk. Zijwind heeft het te verwachten effect dat het projectiel een afwijking naar links of naar rechts ondervindt. Daarnaast kan ook rugwind of tegenwind effect hebben. Een zijwind kan - in combinatie met een ronddraaiend projectiel - zelfs een effect naar boven of beneden hebben (zie Magnus effect). Door tegenwind neemt de 'relatieve' snelheid van het projectiel toe (dat wil zeggen de snelheid ten opzichte van de omringende luchtmoleculen), en daardoor ook de optredende vertragende kracht D. Een rugwind heeft het tegenovergestelde effect. Afname van de luchtdruk (door weersomstandigheden en/of door het zich op grote hoogte bevinden) zorgt dat D afneemt, en een hogere luchtdruk zorgt dat D toeneemt. Luchtvochtigheid heeft ook een effect (tegengesteld aan wat men wellicht zou verwachten); omdat waterdamp een lagere dichtheid heeft dan droge lucht, zorgt een hogere luchtvochtigheid ervoor dat de luchtweerstand afneemt, en dus ook de vertragende kracht D. Het projectiel komt dus verder bij een hogere luchtvochtigheid.

## Elevatie
De verticale hoek, elevatie, waaronder een projectiel wordt afgevoerd heeft uiteraard ook een grote invloed op de projectielbaan. Ballistische tabellen voor klein kaliber projectielen (afgevuurd vanaf pistolen of geweren) gaan uit van de aanname dat de zwaartekracht bij benadering loodrecht staat op de kogelbaan. Als er met het klein kaliber wapen 'schuin omhoog' of 'schuin naar beneden' wordt geschoten, zal de loodrechte component van de zwaartekracht geringer zijn. Het klein kaliber projectiel zal hierdoor (zowel bij 'schuin omhoog' als bij 'schuin omlaag' schieten) minder sterk naar "beneden" afwijken dan op grond van de tabel zou worden verwacht.

## Draaiing van de aarde
Verder moet bij geschut voor de lange afstand er rekening mee worden gehouden dat de aarde draait. Als gevolg daarvan is een projectiel onderhevig aan een centrifugale kracht en een corioliskracht. De centrifugale kracht duwt het projectiel omhoog, de corioliskracht duwt het opzij; op het noordelijk halfrond naar rechts, op het zuidelijk halfrond naar links (vgl. de Wet van Buys Ballot).
Het systeem van lengtegraden en breedtegraden is een draaiend coördinatensysteem, en wanneer het voorwaarts rechtlijnige traject van het projectiel daarin wordt uitgezet, lijkt dat traject gekromd te zijn. Met de juiste coriolisterm erbij is het voorspelde traject ten opzichte van het draaiende coördinatensysteem gekromd, precies corresponderend met de feitelijk rechtlijnige beweging.

## Software voor berekening kogelbanen
- BfX - Ballistics for Excel Verzameling van freeware MS Excel addin functies - ondersteunt de G1, G2, G5, G6, G7 G8 and RA4 and Pejsa luchtweerstand(drag)modellen. Ook geschikt voor luchtgeweerkogels.